# Leiodidae
Famille
Les Leiodidae sont une famille de coléoptères qui compte plus de 4 200 espèces que l'on trouve dans le monde entier. Les membres de cette famille sont généralement de forme globulaire, bien que certaines espèces présentent des formes plus allongées. Ce sont généralement de petits ou de très petits coléoptères (moins de 10 mm en longueur) et beaucoup d'espèces possèdent des antennes en forme de massue.     
Les adultes et les larves de ces coléoptères se nourrissent généralement du mycélium des champignons sur les plantes ou les animaux en décomposition. Certaines espèces sont courantes dans les nids d'oiseaux ou les terriers de mammifères. De nombreuses autres sont aussi cavernicoles et ont perdu de ce fait leurs ailes et leurs yeux. 
Une espèce au moins, Platypsyllus castoris, est adaptée à un mammifère semi-aquatique (le castor).
Deux entomologistes de l'université Cornell, Quentin Wheeler et Kelly Miller, ont proposé de donner à certaines espèces le nom de leur femme, des noms aztèques, mais aussi le nom de George W. Bush (Agathidium bushi), Dick Cheney (Agathidium cheneyi) et Donald Rumsfeld (Agathidium rumsfeldi). On retrouve également Dark Vador (Agathidium vaderi) à cause de la forme de la tête de l'animal.

## Genres
- sous-famille Camiarinae, 32 genres et sous-genres
- sous-famille Catopocerinae, 4 genres
- sous-famille Cholevinae, 336 genres et sous-genres dont :
  - Catops (Paykull, 1798)
  - Choleva (Latreille, 1796)
  - Leptodirus (Schmidt, 1832)
  - Nargus (Thomson, 1867)
  - Parabathyscia (Jeannel, 1908)
  - Ptomaphagus (Hellwig, 1795)
  - Sciodrepoides (Hatch, 1933)
- sous-famille Coloninae, 12 genres et sous-genres dont :
  - Colon (Herbst, 1797)
- sous-famille Leiodinae, 78 genres et sous-genres dont :
  - Agathidium (Panzer, 1797)
  - Amphicyllis (Erichson, 1845)
  - Anisotoma (Panzer, 1796)
  - Colenis (Erichson, 1842)
  - Leiodes (Latreille, 1796)
- sous-famille Platypsyllinae, 4 genres :
  - Leptinillus
  - Leptinus
  - Platypsyllus - esp. : Platypsyllus castoris
  - Silphopsyllus